# عامل مستنفد للحمض الأميني

عامل مستنفد للحمض الأميني.

العوامل المُستَنفِدة للحمض الأميني هي مجموعة من العقاقير تستنفد -وبشكلٍ عكسي- واحدة أو أكثر من النواقل العصبية أحادية الأمين.
تتمثل إحدى الآليات التي تعمل بها هذه العوامل في تثبيط امتصاصها عن طريق الناقلات العصبية أحادية الأمين والناقل أحادي الأمين الحويصلي 1 (VMAT1) والناقل أحادي الأمين الحويصلي 2 (VMAT2). 